# Pentagonica flavipes
Pentagonica flavipes är en skalbaggsart som beskrevs av Leconte. Pentagonica flavipes ingår i släktet Pentagonica och familjen jordlöpare. Inga underarter finns listade i Catalogue of Life.